# Chelonarium beauvoisi
Chelonarium beauvoisi là một loài bọ cánh cứng trong họ Chelonariidae. Loài này được Latreille miêu tả khoa học đầu tiên năm 1807.